# أتلتيكو مدريد موسم 2019–20
كان موسم 2019–20 هو الموسم التاسع والثمانين لأتلتيكو مدريد منذ تأسيسه في عام 1903 والموسم الثالث والثمانين للنادي في الدوري الإسباني، الدوري الأعلى لكرة القدم الإسبانية. تنافس أتلتيكو في الدوري الإسباني، وكأس ملك إسبانيا، وكأس السوبر الإسباني ودوري أبطال أوروبا.
كان هذا الموسم هو الأول للنادي منذ موسم 2013–14 بدون أنطوان غريزمان، الذي انضم إلى نادي برشلونة في صيف عام 2019 (رغم عودته بعد موسمين على سبيل الإعارة ثم بشكل دائم).